# Салют-6
Салют-6 (ДОС-5) — радянська орбітальна станція масою 19 824 кг, виведена на орбіту ракетою-носієм Протон-К 29 вересня 1977 року, зійшла з орбіти 29 липня 1982 року, пробула на орбіті 1763 доби.
Перша станція другого покоління, мала два стикувальні порти, завдяки чому значно збільшилась тривалість перебування екіпажу на станції, оскільки пілотований корабель можна було замінити під час польоту, а також доставляти вантажі і паливо кораблями постачання.

## Опис
Станція складалася з герметичного перехідного відсіку, герметичного робочого відсіку, негерметичного агрегатного відсіку, по центру якого розташовувалась герметична проміжна камера.
Перехідний відсік використовувався для: переходу екіпажу з транспортного корабля на борт орбітальної станції, виконання наукових досліджень і експериментів, виходу космонавтів у відкритий космос через спеціальний люк, що закривався герметичною кришкою.
Робочий відсік, розташований в середній частині корпусу, використовувався для здійснення основних операцій з управління польотом, науково-технічних досліджень і експериментів, для виконання комплексу фізичних вправ, прийому їжі, сну, відпочинку. Комплектацію наукового обладнання відсіку змінювали залежно від програми польоту.

## Польоти
За 683 доби на станції побували 27 космонавтів, з них п'ятеро двічі — шість основних і десять експедицій відвідин. В складі експедицій відвідин здійснили польоти перші космонавти Чехословаччини, Польщі, НДР, Угорщини, В'єтнаму, Куби, Монголії, Румунії.
Зі станцією зістиковувався 31 корабель: пілотовані: «Союз» (13), «Союз Т» (3); безпілотні: Союз Т-1, Союз-34, 12 вантажних кораблів «Прогрес» і один транспортний корабель постачання (ТКС) Космос-1267.
Також здійснено польоти за програмою Салют, в яких не вдалось здійснити заплановане стикування зі станцією: Союз-25 і Союз-33.

### Всі операції зі станцією
В таблиці використано такі скорочення: «К» — командир, «БІ» — бортінженер, «КД» — космонавт-дослідник; «ПКД» — вихід у відкритий космос.
В таблиці кольорами показано: екіпажі: основні, відвідин, які не змогли зістикуватись; виходи екіпажів у відкритий космос; періоди без екіпажу (якщо між ними не було інших подій); кораблі в автономному польоті; станція і комплекси космічних апаратів.
| Дата         | Час (UTC) | Подія                                       | Схема апаратів на орбіті                    | Схема апаратів на орбіті                                           | Схема апаратів на орбіті                                                       | Схема апаратів на орбіті                                                               | Схема апаратів на орбіті                                                          | Екіпаж, тривалість польоту діб: годин: хвилин(:секунд)              | Екіпаж, тривалість польоту діб: годин: хвилин(:секунд) |
| ------------ | --------- | ------------------------------------------- | ------------------------------------------- | ------------------------------------------------------------------ | ------------------------------------------------------------------------------ | -------------------------------------------------------------------------------------- | --------------------------------------------------------------------------------- | ------------------------------------------------------------------- | ------------------------------------------------------ |
| Дата         | Час (UTC) | Подія                                       | передній порт                               | передній порт                                                      |                                                                                | задній порт                                                                            | задній порт                                                                       | Екіпаж, тривалість польоту діб: годин: хвилин(:секунд)              | Екіпаж, тривалість польоту діб: годин: хвилин(:секунд) |
| 1977 рік     |           |                                             |                                             |                                                                    |                                                                                |                                                                                        |                                                                                   |                                                                     |                                                        |
| 29 вересня   | 06:50     | запуск станції                              |                                             |                                                                    | Салют-6                                                                        |                                                                                        |                                                                                   |                                                                     |                                                        |
| 9 жовтня     | 02:40:35  | запуск корабля Союз-25                      | Союз-25                                     | (К) Володимир Ковальонок (БІ) Валерій Рюмін (002:00:44:45)         | Салют-6                                                                        |                                                                                        |                                                                                   |                                                                     |                                                        |
| 10 жовтня    | 04:09     | перша спроба зістикуватись                  | Союз-25                                     | (К) Володимир Ковальонок (БІ) Валерій Рюмін (002:00:44:45)         | Салют-6                                                                        |                                                                                        |                                                                                   |                                                                     |                                                        |
| 11 жовтня    | 03:25:20  | посадка корабля Союз-25                     |                                             | (К) Володимир Ковальонок (БІ) Валерій Рюмін (002:00:44:45)         | Салют-6                                                                        |                                                                                        |                                                                                   |                                                                     |                                                        |
|              |           |                                             |                                             |                                                                    | Салют-6                                                                        |                                                                                        |                                                                                   |                                                                     |                                                        |
| 10 грудня    | 01:18:40  | запуск корабля Союз-26                      | Союз-26                                     | Салют-6 ЕО-1 (К) Юрій Романенко (БІ) Георгій Гречко (096:10:00:07) | Салют-6                                                                        |                                                                                        |                                                                                   |                                                                     |                                                        |
| 11 грудня    | 03:02:41  | стикування корабля Союз-26                  | Салют-6+Союз-26                             | Салют-6+Союз-26                                                    |                                                                                |                                                                                        |                                                                                   |                                                                     |                                                        |
| 19 грудня    | 21:36     | початок ПКД ЕО-1                            | Салют-6+Союз-26                             | Салют-6+Союз-26                                                    | ПКД ЕО-1: тривалість 01:28                                                     |                                                                                        |                                                                                   |                                                                     |                                                        |
| 19 грудня    | 23:04     | закінчення ПКД ЕО-1                         | Салют-6+Союз-26                             | Салют-6+Союз-26                                                    | ПКД ЕО-1: тривалість 01:28                                                     |                                                                                        |                                                                                   |                                                                     |                                                        |
| 1978 рік     |           |                                             | Салют-6+Союз-26                             | Салют-6+Союз-26                                                    |                                                                                |                                                                                        |                                                                                   |                                                                     |                                                        |
| 10 січня     | 12:26:00  | запуск корабля Союз-27                      | Салют-6+Союз-26                             | Салют-6+Союз-26                                                    | Союз-27                                                                        | Салют-6 ЕП-1 (К) Володимир Джанібеков (БІ) Олег Макаров (005:22:58:58)                 |                                                                                   |                                                                     |                                                        |
| 11 січня     | 14:05:54  | стикування корабля Союз-27                  | Союз-27+Салют-6+Союз-26                     | Союз-27+Салют-6+Союз-26                                            | Союз-27+Салют-6+Союз-26                                                        | Салют-6 ЕП-1 (К) Володимир Джанібеков (БІ) Олег Макаров (005:22:58:58)                 |                                                                                   |                                                                     |                                                        |
| 16 січня     | 11:24:58  | відстикування корабля Союз-26               | Союз-27+Салют-6                             | Союз-27+Салют-6                                                    | Союз-26                                                                        | Салют-6 ЕП-1 (К) Володимир Джанібеков (БІ) Олег Макаров (005:22:58:58)                 |                                                                                   |                                                                     |                                                        |
| 16 січня     | 11:24:58  | посадка корабля Союз-26                     | Союз-27+Салют-6                             | Союз-27+Салют-6                                                    |                                                                                | Салют-6 ЕП-1 (К) Володимир Джанібеков (БІ) Олег Макаров (005:22:58:58)                 |                                                                                   |                                                                     |                                                        |
| 20 січня     | 08:24:40  | запуск корабля Прогрес-1                    | Союз-27+Салют-6                             | Союз-27+Салют-6                                                    | Прогрес-1                                                                      |                                                                                        |                                                                                   |                                                                     |                                                        |
| 22 січня     | 10:12:14  | стикування корабля Прогрес-1                | Союз-27+Салют-6+Прогрес-1                   | Союз-27+Салют-6+Прогрес-1                                          | Союз-27+Салют-6+Прогрес-1                                                      |                                                                                        |                                                                                   |                                                                     |                                                        |
| 6 лютого     | 05:54     | відстикування корабля Прогрес-1             | Союз-27+Салют-6                             | Союз-27+Салют-6                                                    | Прогрес-1                                                                      |                                                                                        |                                                                                   |                                                                     |                                                        |
| 8 лютого     | 03:50     | схід з орбіти корабля Прогрес-1             | Союз-27+Салют-6                             | Союз-27+Салют-6                                                    |                                                                                |                                                                                        |                                                                                   |                                                                     |                                                        |
| 2 березня    | 15:28:10  | запуск корабля Союз-28                      | Союз-27+Салют-6                             | Союз-27+Салют-6                                                    | Союз-28                                                                        | Салют-6 ЕП-2 (К) Олексій Губарєв (КД) Владімір Ремек (007:22:15)                       |                                                                                   |                                                                     |                                                        |
| 3 березня    | 17:09:30  | стикування корабля Союз-28                  | Союз-27+Салют-6+Союз-28                     | Союз-27+Салют-6+Союз-28                                            | Союз-27+Салют-6+Союз-28                                                        | Салют-6 ЕП-2 (К) Олексій Губарєв (КД) Владімір Ремек (007:22:15)                       |                                                                                   |                                                                     |                                                        |
| 10 березня   | 10:23:30  | відстикування корабля Союз-28               | Союз-27+Салют-6                             | Союз-27+Салют-6                                                    | Союз-28                                                                        | Салют-6 ЕП-2 (К) Олексій Губарєв (КД) Владімір Ремек (007:22:15)                       |                                                                                   |                                                                     |                                                        |
| 10 березня   | 13:44:40  | посадка корабля Союз-28                     | Союз-27+Салют-6                             | Союз-27+Салют-6                                                    |                                                                                | Салют-6 ЕП-2 (К) Олексій Губарєв (КД) Владімір Ремек (007:22:15)                       |                                                                                   |                                                                     |                                                        |
| 16 березня   | ~07:58    | відстикування корабля Союз-27               | Союз-27                                     | Салют-6                                                            |                                                                                |                                                                                        |                                                                                   |                                                                     |                                                        |
| 16 березня   | 11:18:47  | посадка корабля Союз-27                     |                                             | Салют-6                                                            |                                                                                |                                                                                        |                                                                                   |                                                                     |                                                        |
|              |           |                                             |                                             |                                                                    |                                                                                |                                                                                        |                                                                                   |                                                                     |                                                        |
| 15 червня    | 20:16:45  | запуск корабля Союз-29                      | Союз-29                                     | Салют-6                                                            | Салют-6 ЕО-2 (К) Володимир Ковальонок (БІ) Олександр Іванченков (139:14:47:32) |                                                                                        |                                                                                   |                                                                     |                                                        |
| 16 червня    | 21:58:14  | стикування корабля Союз-29                  | Союз-29+Салют-6                             | Союз-29+Салют-6                                                    | Салют-6 ЕО-2 (К) Володимир Ковальонок (БІ) Олександр Іванченков (139:14:47:32) |                                                                                        |                                                                                   |                                                                     |                                                        |
| 27 червня    | 15:27:21  | запуск корабля Союз-30                      | Союз-29+Салют-6                             | Союз-29+Салют-6                                                    | Салют-6 ЕО-2 (К) Володимир Ковальонок (БІ) Олександр Іванченков (139:14:47:32) | Союз-30                                                                                | Салют-6 ЕП-3 (К) Петро Климук (КД) Мирослав Гермашевський (007:22:02:59)          |                                                                     |                                                        |
| 28 червня    | 17:07:50  | стикування корабля Союз-30                  | Союз-29+Салют-6+Союз-30                     | Союз-29+Салют-6+Союз-30                                            | Союз-29+Салют-6+Союз-30                                                        |                                                                                        | Салют-6 ЕП-3 (К) Петро Климук (КД) Мирослав Гермашевський (007:22:02:59)          |                                                                     |                                                        |
| 5 липня      | 10:14:50  | відстикування корабля Союз-30               | Союз-29+Салют-6                             | Союз-29+Салют-6                                                    | Салют-6 ЕО-2 (К) Володимир Ковальонок (БІ) Олександр Іванченков (139:14:47:32) | Союз-30                                                                                | Салют-6 ЕП-3 (К) Петро Климук (КД) Мирослав Гермашевський (007:22:02:59)          |                                                                     |                                                        |
| 5 липня      | 13:30:20  | посадка корабля Союз-30                     | Союз-29+Салют-6                             | Союз-29+Салют-6                                                    | Салют-6 ЕО-2 (К) Володимир Ковальонок (БІ) Олександр Іванченков (139:14:47:32) |                                                                                        | Салют-6 ЕП-3 (К) Петро Климук (КД) Мирослав Гермашевський (007:22:02:59)          |                                                                     |                                                        |
| 7 липня      | 11:26:16  | запуск корабля Прогрес-2                    | Союз-29+Салют-6                             | Союз-29+Салют-6                                                    | Салют-6 ЕО-2 (К) Володимир Ковальонок (БІ) Олександр Іванченков (139:14:47:32) | Прогрес-2                                                                              |                                                                                   |                                                                     |                                                        |
| 9 липня      | 12:58:59  | стикування корабля Прогрес-2                | Союз-29+Салют-6+Прогрес-2                   | Союз-29+Салют-6+Прогрес-2                                          | Союз-29+Салют-6+Прогрес-2                                                      |                                                                                        |                                                                                   |                                                                     |                                                        |
| 29 липня     | 04:00     | початок ПКД ЕО-2                            | Союз-29+Салют-6+Прогрес-2                   | Союз-29+Салют-6+Прогрес-2                                          | Союз-29+Салют-6+Прогрес-2                                                      | ПКД ЕО-2: тривалість 02:05                                                             |                                                                                   |                                                                     |                                                        |
| 29 липня     | 06:20     | закінчення ПКД ЕО-2                         | Союз-29+Салют-6+Прогрес-2                   | Союз-29+Салют-6+Прогрес-2                                          | Союз-29+Салют-6+Прогрес-2                                                      | ПКД ЕО-2: тривалість 02:05                                                             |                                                                                   |                                                                     |                                                        |
| 2 серпня     | 04:57:44  | відстикування корабля Прогрес-2             | Союз-29+Салют-6                             | Союз-29+Салют-6                                                    | Прогрес-2                                                                      |                                                                                        |                                                                                   |                                                                     |                                                        |
| 4 серпня     | 02:15     | схід з орбіти корабля Прогрес-2             | Союз-29+Салют-6                             | Союз-29+Салют-6                                                    |                                                                                |                                                                                        |                                                                                   |                                                                     |                                                        |
| 7 серпня     | 22:31:22  | запуск корабля Прогрес-3                    | Союз-29+Салют-6                             | Союз-29+Салют-6                                                    | Прогрес-3                                                                      |                                                                                        |                                                                                   |                                                                     |                                                        |
| 9 серпня     | 23:56:30  | стикування корабля Прогрес-3                | Союз-29+Салют-6+Прогрес-3                   | Союз-29+Салют-6+Прогрес-3                                          | Союз-29+Салют-6+Прогрес-3                                                      |                                                                                        |                                                                                   |                                                                     |                                                        |
| 21 серпня    | 15:42:50  | відстикування корабля Прогрес-3             | Союз-29+Салют-6                             | Союз-29+Салют-6                                                    | Прогрес-3                                                                      |                                                                                        |                                                                                   |                                                                     |                                                        |
| 23 серпня    | 18:43     | схід з орбіти корабля Прогрес-3             | Союз-29+Салют-6                             | Союз-29+Салют-6                                                    |                                                                                |                                                                                        |                                                                                   |                                                                     |                                                        |
| 26 серпня    | 14:51:30  | запуск корабля Союз-31                      | Союз-29+Салют-6                             | Союз-29+Салют-6                                                    | Союз-31                                                                        | Салют-6 ЕП-4 (К) Валерій Биковський (КД) Зигмунд Єн (007:20:49:04)                     |                                                                                   |                                                                     |                                                        |
| 27 серпня    | 16:37:37  | стикування корабля Союз-31                  | Союз-29+Салют-6+Союз-31                     | Союз-29+Салют-6+Союз-31                                            | Союз-29+Салют-6+Союз-31                                                        | Салют-6 ЕП-4 (К) Валерій Биковський (КД) Зигмунд Єн (007:20:49:04)                     |                                                                                   |                                                                     |                                                        |
| 3 вересня    | 08:23     | відстикування корабля Союз-29               | Союз-29                                     | Салют-6+Союз-31                                                    | Салют-6+Союз-31                                                                | Салют-6 ЕП-4 (К) Валерій Биковський (КД) Зигмунд Єн (007:20:49:04)                     |                                                                                   |                                                                     |                                                        |
| 3 вересня    | 11:40:34  | посадка корабля Союз-29                     |                                             | Салют-6+Союз-31                                                    | Салют-6+Союз-31                                                                | Салют-6 ЕП-4 (К) Валерій Биковський (КД) Зигмунд Єн (007:20:49:04)                     |                                                                                   |                                                                     |                                                        |
| 7 вересня    | 10:53     | відстикування корабля Союз-31               | Салют-6                                     | Союз-31                                                            |                                                                                |                                                                                        |                                                                                   |                                                                     |                                                        |
| 7 вересня    | 11:21     | стикування корабля Союз-31                  | Союз-31+Салют-6                             | Союз-31+Салют-6                                                    |                                                                                |                                                                                        |                                                                                   |                                                                     |                                                        |
| 3 жовтня     | 23:09:30  | запуск корабля Прогрес-4                    | Союз-31+Салют-6                             | Союз-31+Салют-6                                                    | Прогрес-4                                                                      |                                                                                        |                                                                                   |                                                                     |                                                        |
| 6 жовтня     | 01:00:15  | стикування корабля Прогрес-4                | Союз-31+Салют-6+Прогрес-4                   | Союз-31+Салют-6+Прогрес-4                                          | Союз-31+Салют-6+Прогрес-4                                                      |                                                                                        |                                                                                   |                                                                     |                                                        |
| 24 жовтня    | 13:01:52  | відстикування корабля Прогрес-4             | Союз-31+Салют-6                             | Союз-31+Салют-6                                                    | Прогрес-4                                                                      |                                                                                        |                                                                                   |                                                                     |                                                        |
| 26 жовтня    | 16:28:13  | схід з орбіти корабля Прогрес-4             | Союз-31+Салют-6                             | Союз-31+Салют-6                                                    |                                                                                |                                                                                        |                                                                                   |                                                                     |                                                        |
| 2 листопада  | 07:46     | відстикування корабля Союз-31               | Союз-31                                     | Салют-6                                                            |                                                                                |                                                                                        |                                                                                   |                                                                     |                                                        |
| 2 листопада  | 11:04:17  | посадка корабля Союз-31                     |                                             | Салют-6                                                            |                                                                                |                                                                                        |                                                                                   |                                                                     |                                                        |
| 1979 рік     |           |                                             |                                             | Салют-6                                                            |                                                                                |                                                                                        |                                                                                   |                                                                     |                                                        |
| 25 лютого    | 11:53:49  | запуск корабля Союз-32                      | Союз-32                                     | Салют-6                                                            | Салют-6 ЕО-3 (К) Володимир Ляхов (БІ) Валерій Рюмін (175:00:35:37)             |                                                                                        |                                                                                   |                                                                     |                                                        |
| 26 лютого    | 13:29:55  | стикування корабля Союз-32                  | Союз-32+Салют-6                             | Союз-32+Салют-6                                                    | Салют-6 ЕО-3 (К) Володимир Ляхов (БІ) Валерій Рюмін (175:00:35:37)             |                                                                                        |                                                                                   |                                                                     |                                                        |
| 12 березня   | 05:47:28  | запуск корабля Прогрес-5                    | Союз-32+Салют-6                             | Союз-32+Салют-6                                                    | Салют-6 ЕО-3 (К) Володимир Ляхов (БІ) Валерій Рюмін (175:00:35:37)             | Прогрес-5                                                                              |                                                                                   |                                                                     |                                                        |
| 14 березня   | 07:19:21  | стикування корабля Прогрес-5                | Союз-32+Салют-6+Прогрес-5                   | Союз-32+Салют-6+Прогрес-5                                          | Союз-32+Салют-6+Прогрес-5                                                      |                                                                                        |                                                                                   |                                                                     |                                                        |
| 3 квітня     | 16:10     | відстикування корабля Прогрес-5             | Союз-32+Салют-6                             | Союз-32+Салют-6                                                    | Салют-6 ЕО-3 (К) Володимир Ляхов (БІ) Валерій Рюмін (175:00:35:37)             | Прогрес-5                                                                              |                                                                                   |                                                                     |                                                        |
| 5 квітня     | 00:10:22  | схід з орбіти корабля Прогрес-5             | Союз-32+Салют-6                             | Союз-32+Салют-6                                                    | Салют-6 ЕО-3 (К) Володимир Ляхов (БІ) Валерій Рюмін (175:00:35:37)             |                                                                                        |                                                                                   |                                                                     |                                                        |
| 10 квітня    | 17:34:34  | запуск корабля Союз-33                      | Союз-32+Салют-6                             | Союз-32+Салют-6                                                    | Салют-6 ЕО-3 (К) Володимир Ляхов (БІ) Валерій Рюмін (175:00:35:37)             | Союз-33                                                                                | (К) Микола Рукавишніков (КД) Георгій Іванов (001:23:01:06)                        |                                                                     |                                                        |
| 12 квітня    | 16:35:40  | посадка корабля Союз-33                     | Союз-32+Салют-6                             | Союз-32+Салют-6                                                    | Салют-6 ЕО-3 (К) Володимир Ляхов (БІ) Валерій Рюмін (175:00:35:37)             |                                                                                        | (К) Микола Рукавишніков (КД) Георгій Іванов (001:23:01:06)                        |                                                                     |                                                        |
| 13 травня    | 04:17:10  | запуск корабля Прогрес-6                    | Союз-32+Салют-6                             | Союз-32+Салют-6                                                    | Салют-6 ЕО-3 (К) Володимир Ляхов (БІ) Валерій Рюмін (175:00:35:37)             | Прогрес-6                                                                              |                                                                                   |                                                                     |                                                        |
| 15 травня    | 06:19:22  | стикування корабля Прогрес-6                | Союз-32+Салют-6+Прогрес-6                   | Союз-32+Салют-6+Прогрес-6                                          | Союз-32+Салют-6+Прогрес-6                                                      |                                                                                        |                                                                                   |                                                                     |                                                        |
| 6 червня     | 18:12:41  | запуск корабля Союз-34                      | Союз-32+Салют-6+Прогрес-6                   | Союз-32+Салют-6+Прогрес-6                                          | Союз-32+Салют-6+Прогрес-6                                                      | Союз-34                                                                                |                                                                                   |                                                                     |                                                        |
| 8 червня     | 07:59:41  | відстикування корабля Прогрес-6             | Союз-32+Салют-6                             | Союз-32+Салют-6                                                    | Салют-6 ЕО-3 (К) Володимир Ляхов (БІ) Валерій Рюмін (175:00:35:37)             | Прогрес-6                                                                              | Союз-34                                                                           |                                                                     |                                                        |
| 8 червня     | 20:03:06  | стикування корабля Союз-34                  | Союз-32+Салют-6+Союз-34                     | Союз-32+Салют-6+Союз-34                                            | Союз-32+Салют-6+Союз-34                                                        | Прогрес-6                                                                              |                                                                                   |                                                                     |                                                        |
| 9 червня     | 19:12     | схід з орбіти корабля Прогрес-6             | Союз-32+Салют-6+Прогрес-6                   | Союз-32+Салют-6+Прогрес-6                                          | Союз-32+Салют-6+Прогрес-6                                                      |                                                                                        |                                                                                   |                                                                     |                                                        |
| 13 червня    | 09:51     | відстикування корабля Союз-32               | Союз-32                                     | Салют-6+Союз-34                                                    | Салют-6+Союз-34                                                                |                                                                                        |                                                                                   |                                                                     |                                                        |
| 13 червня    | 16:18:26  | посадка корабля Союз-32                     |                                             | Салют-6+Союз-34                                                    | Салют-6+Союз-34                                                                |                                                                                        |                                                                                   |                                                                     |                                                        |
| 14 червня    | 16:18     | відстикування корабля Союз-34               | Салют-6                                     | Союз-34                                                            |                                                                                |                                                                                        |                                                                                   |                                                                     |                                                        |
| 14 червня    | 16:52     | стикування корабля Союз-34                  | Союз-34+Салют-6                             | Союз-34+Салют-6                                                    |                                                                                |                                                                                        |                                                                                   |                                                                     |                                                        |
| 28 червня    | 09:25:11  | запуск корабля Прогрес-7                    | Союз-34+Салют-6                             | Союз-34+Салют-6                                                    | Прогрес-7                                                                      |                                                                                        |                                                                                   |                                                                     |                                                        |
| 30 червня    | 11:18:22  | стикування корабля Прогрес-7                | Союз-34+Салют-6+Прогрес-7                   | Союз-34+Салют-6+Прогрес-7                                          | Союз-34+Салют-6+Прогрес-7                                                      |                                                                                        |                                                                                   |                                                                     |                                                        |
| 18 липня     | 03:49:55  | відстикування корабля Прогрес-7             | Союз-34+Салют-6                             | Союз-34+Салют-6                                                    | Прогрес-7                                                                      |                                                                                        |                                                                                   |                                                                     |                                                        |
| 20 липня     | 02:24     | схід з орбіти корабля Прогрес-7             | Союз-34+Салют-6                             | Союз-34+Салют-6                                                    |                                                                                |                                                                                        |                                                                                   |                                                                     |                                                        |
| 15 серпня    | 14:16     | початок ПКД ЕО-3                            | Союз-34+Салют-6                             | Союз-34+Салют-6                                                    | ПКД ЕО-3: тривалість 01:23                                                     |                                                                                        |                                                                                   |                                                                     |                                                        |
| 15 серпня    | 15:39     | закінчення ПКД ЕО-3                         | Союз-34+Салют-6                             | Союз-34+Салют-6                                                    | ПКД ЕО-3: тривалість 01:23                                                     |                                                                                        |                                                                                   |                                                                     |                                                        |
| 19 серпня    | 09:07     | відстикування корабля Союз-34               | Союз-34                                     | Салют-6                                                            |                                                                                |                                                                                        |                                                                                   |                                                                     |                                                        |
| 19 серпня    | 12:29:26  | посадка корабля Союз-34                     |                                             | Салют-6                                                            |                                                                                |                                                                                        |                                                                                   |                                                                     |                                                        |
| 16 грудня    | 12:29:50  | запуск корабля Союз Т-1                     | Союз Т-1                                    | Салют-6                                                            |                                                                                |                                                                                        |                                                                                   |                                                                     |                                                        |
| 19 грудня    | 14:05     | стикування корабля Союз Т-1                 | Союз Т-1+Салют-6                            | Союз Т-1+Салют-6                                                   |                                                                                |                                                                                        |                                                                                   |                                                                     |                                                        |
| 1980 рік     |           |                                             | Союз Т-1+Салют-6                            | Союз Т-1+Салют-6                                                   |                                                                                |                                                                                        |                                                                                   |                                                                     |                                                        |
| 23 березня   | 21:04     | відстикування корабля Союз Т-1              | Союз Т-1                                    | Салют-6                                                            |                                                                                |                                                                                        |                                                                                   |                                                                     |                                                        |
| 25 березня   | 21:47     | посадка корабля Союз Т-1                    |                                             | Салют-6                                                            |                                                                                |                                                                                        |                                                                                   |                                                                     |                                                        |
| 27 березня   | 18:53:00  | запуск корабля Прогрес-8                    | Прогрес-8                                   | Салют-6                                                            |                                                                                |                                                                                        |                                                                                   |                                                                     |                                                        |
| 29 березня   | 20:01     | стикування корабля Прогрес-8                | Салют-6+Прогрес-8                           | Салют-6+Прогрес-8                                                  |                                                                                |                                                                                        |                                                                                   |                                                                     |                                                        |
| 9 квітня     | 13:38:22  | запуск корабля Союз-35                      | Салют-6+Прогрес-8                           | Салют-6+Прогрес-8                                                  | Союз-35                                                                        | Салют-6 ЕО-4 (К) Леонід Попов (БІ) Валерій Рюмін (184:20:11:35)                        |                                                                                   |                                                                     |                                                        |
| 10 квітня    | 15:16     | стикування корабля Союз-35                  | Союз-35+Салют-6+Прогрес-8                   | Союз-35+Салют-6+Прогрес-8                                          | Союз-35+Салют-6+Прогрес-8                                                      | Салют-6 ЕО-4 (К) Леонід Попов (БІ) Валерій Рюмін (184:20:11:35)                        |                                                                                   |                                                                     |                                                        |
| 25 квітня    | 08:04     | відстикування корабля Прогрес-8             | Союз-35+Салют-6                             | Союз-35+Салют-6                                                    | Прогрес-8                                                                      | Салют-6 ЕО-4 (К) Леонід Попов (БІ) Валерій Рюмін (184:20:11:35)                        |                                                                                   |                                                                     |                                                        |
| 26 квітня    | 07:40     | схід з орбіти корабля Прогрес-8             | Союз-35+Салют-6                             | Союз-35+Салют-6                                                    |                                                                                | Салют-6 ЕО-4 (К) Леонід Попов (БІ) Валерій Рюмін (184:20:11:35)                        |                                                                                   |                                                                     |                                                        |
| 27 квітня    | 06:24:00  | запуск корабля Прогрес-9                    | Союз-35+Салют-6                             | Союз-35+Салют-6                                                    | Прогрес-9                                                                      | Салют-6 ЕО-4 (К) Леонід Попов (БІ) Валерій Рюмін (184:20:11:35)                        |                                                                                   |                                                                     |                                                        |
| 29 квітня    | 08:09:19  | стикування корабля Прогрес-9                | Союз-35+Салют-6+Прогрес-9                   | Союз-35+Салют-6+Прогрес-9                                          | Союз-35+Салют-6+Прогрес-9                                                      | Салют-6 ЕО-4 (К) Леонід Попов (БІ) Валерій Рюмін (184:20:11:35)                        |                                                                                   |                                                                     |                                                        |
| 20 травня    | 18:51     | відстикування корабля Прогрес-9             | Союз-35+Салют-6                             | Союз-35+Салют-6                                                    | Прогрес-9                                                                      | Салют-6 ЕО-4 (К) Леонід Попов (БІ) Валерій Рюмін (184:20:11:35)                        |                                                                                   |                                                                     |                                                        |
| 22 травня    | 01:30     | схід з орбіти корабля Прогрес-9             | Союз-35+Салют-6                             | Союз-35+Салют-6                                                    |                                                                                | Салют-6 ЕО-4 (К) Леонід Попов (БІ) Валерій Рюмін (184:20:11:35)                        |                                                                                   |                                                                     |                                                        |
| 26 травня    | 18:20:39  | запуск корабля Союз-36                      | Союз-35+Салют-6                             | Союз-35+Салют-6                                                    | Союз-36                                                                        | Салют-6 ЕО-4 (К) Леонід Попов (БІ) Валерій Рюмін (184:20:11:35)                        | Салют-6 ЕП-5 (К) Валерій Кубасов (КД) Берталан Фаркаш (007:20:45:44)              |                                                                     |                                                        |
| 27 травня    | 19:56     | стикування корабля Союз-36                  | Союз-35+Салют-6+Союз-36                     | Союз-35+Салют-6+Союз-36                                            | Союз-35+Салют-6+Союз-36                                                        | Салют-6 ЕО-4 (К) Леонід Попов (БІ) Валерій Рюмін (184:20:11:35)                        | Салют-6 ЕП-5 (К) Валерій Кубасов (КД) Берталан Фаркаш (007:20:45:44)              |                                                                     |                                                        |
| 3 червня     | 11:47     | відстикування корабля Союз-35               | Союз-35                                     | Салют-6+Союз-36                                                    | Салют-6+Союз-36                                                                | Салют-6 ЕО-4 (К) Леонід Попов (БІ) Валерій Рюмін (184:20:11:35)                        | Салют-6 ЕП-5 (К) Валерій Кубасов (КД) Берталан Фаркаш (007:20:45:44)              |                                                                     |                                                        |
| 3 червня     | 15:07:25  | посадка корабля Союз-35                     |                                             | Салют-6+Союз-36                                                    | Салют-6+Союз-36                                                                | Салют-6 ЕО-4 (К) Леонід Попов (БІ) Валерій Рюмін (184:20:11:35)                        | Салют-6 ЕП-5 (К) Валерій Кубасов (КД) Берталан Фаркаш (007:20:45:44)              |                                                                     |                                                        |
| 4 червня     | 16:39     | відстикування корабля Союз-36               | Салют-6                                     | Союз-36                                                            |                                                                                | Салют-6 ЕО-4 (К) Леонід Попов (БІ) Валерій Рюмін (184:20:11:35)                        |                                                                                   |                                                                     |                                                        |
| 4 червня     | 17:09     | стикування корабля Союз-36                  | Союз-36+Салют-6                             | Союз-36+Салют-6                                                    |                                                                                | Салют-6 ЕО-4 (К) Леонід Попов (БІ) Валерій Рюмін (184:20:11:35)                        |                                                                                   |                                                                     |                                                        |
| 5 червня     | 14:19:30  | запуск корабля Союз Т-2                     | Союз-36+Салют-6                             | Союз-36+Салют-6                                                    | Союз Т-2                                                                       | Салют-6 ЕО-4 (К) Леонід Попов (БІ) Валерій Рюмін (184:20:11:35)                        | Салют-6 ЕП-6 (К) Юрій Малишев (БІ) Володимир Аксьонов (003:22:19:30)              |                                                                     |                                                        |
| 6 червня     | 15:58     | стикування корабля Союз Т-2                 | Союз-36+Салют-6+Союз Т-2                    | Союз-36+Салют-6+Союз Т-2                                           | Союз-36+Салют-6+Союз Т-2                                                       | Салют-6 ЕО-4 (К) Леонід Попов (БІ) Валерій Рюмін (184:20:11:35)                        | Салют-6 ЕП-6 (К) Юрій Малишев (БІ) Володимир Аксьонов (003:22:19:30)              |                                                                     |                                                        |
| 9 червня     | 09:20     | відстикування корабля Союз Т-2              | Союз-36+Салют-6                             | Союз-36+Салют-6                                                    | Союз Т-2                                                                       | Салют-6 ЕО-4 (К) Леонід Попов (БІ) Валерій Рюмін (184:20:11:35)                        | Салют-6 ЕП-6 (К) Юрій Малишев (БІ) Володимир Аксьонов (003:22:19:30)              |                                                                     |                                                        |
| 9 червня     | 12:39     | посадка корабля Союз Т-2                    | Союз-36+Салют-6                             | Союз-36+Салют-6                                                    |                                                                                | Салют-6 ЕО-4 (К) Леонід Попов (БІ) Валерій Рюмін (184:20:11:35)                        | Салют-6 ЕП-6 (К) Юрій Малишев (БІ) Володимир Аксьонов (003:22:19:30)              |                                                                     |                                                        |
| 29 червня    | 04:40:42  | запуск корабля Прогрес-10                   | Союз-36+Салют-6                             | Союз-36+Салют-6                                                    | Прогрес-10                                                                     | Салют-6 ЕО-4 (К) Леонід Попов (БІ) Валерій Рюмін (184:20:11:35)                        |                                                                                   |                                                                     |                                                        |
| 1 липня      | 05:53     | стикування корабля Прогрес-10               | Союз-36+Салют-6+Прогрес-10                  | Союз-36+Салют-6+Прогрес-10                                         | Союз-36+Салют-6+Прогрес-10                                                     | Салют-6 ЕО-4 (К) Леонід Попов (БІ) Валерій Рюмін (184:20:11:35)                        |                                                                                   |                                                                     |                                                        |
| 17 липня     | 22:21     | відстикування корабля Прогрес-10            | Союз-36+Салют-6                             | Союз-36+Салют-6                                                    | Прогрес-10                                                                     | Салют-6 ЕО-4 (К) Леонід Попов (БІ) Валерій Рюмін (184:20:11:35)                        |                                                                                   |                                                                     |                                                        |
| 19 липня     | ~02:30    | схід з орбіти корабля Прогрес-10            | Союз-36+Салют-6                             | Союз-36+Салют-6                                                    |                                                                                | Салют-6 ЕО-4 (К) Леонід Попов (БІ) Валерій Рюмін (184:20:11:35)                        |                                                                                   |                                                                     |                                                        |
| 23 липня     | 18:33:03  | запуск корабля Союз-37                      | Союз-36+Салют-6                             | Союз-36+Салют-6                                                    | Союз-37                                                                        | Салют-6 ЕО-4 (К) Леонід Попов (БІ) Валерій Рюмін (184:20:11:35)                        | Салют-6 ЕП-7 (К) Віктор Горбатко (КД) Фам Туан (007:20:41:59)                     |                                                                     |                                                        |
| 24 липня     | 20:02     | стикування корабля Союз-37                  | Союз-36+Салют-6+Союз-37                     | Союз-36+Салют-6+Союз-37                                            | Союз-36+Салют-6+Союз-37                                                        | Салют-6 ЕО-4 (К) Леонід Попов (БІ) Валерій Рюмін (184:20:11:35)                        | Салют-6 ЕП-7 (К) Віктор Горбатко (КД) Фам Туан (007:20:41:59)                     |                                                                     |                                                        |
| 31 липня     | 11:55     | відстикування корабля Союз-36               | Союз-36                                     | Салют-6+Союз-37                                                    | Салют-6+Союз-37                                                                | Салют-6 ЕО-4 (К) Леонід Попов (БІ) Валерій Рюмін (184:20:11:35)                        | Салют-6 ЕП-7 (К) Віктор Горбатко (КД) Фам Туан (007:20:41:59)                     |                                                                     |                                                        |
| 31 липня     | 15:15:02  | посадка корабля Союз-36                     |                                             | Салют-6+Союз-37                                                    | Салют-6+Союз-37                                                                | Салют-6 ЕО-4 (К) Леонід Попов (БІ) Валерій Рюмін (184:20:11:35)                        | Салют-6 ЕП-7 (К) Віктор Горбатко (КД) Фам Туан (007:20:41:59)                     |                                                                     |                                                        |
| 1 серпня     | 16:43     | відстикування корабля Союз-37               | Салют-6                                     | Союз-37                                                            |                                                                                | Салют-6 ЕО-4 (К) Леонід Попов (БІ) Валерій Рюмін (184:20:11:35)                        |                                                                                   |                                                                     |                                                        |
| 1 серпня     | 17:13     | стикування корабля Союз-37                  | Союз-37+Салют-6                             | Союз-37+Салют-6                                                    |                                                                                | Салют-6 ЕО-4 (К) Леонід Попов (БІ) Валерій Рюмін (184:20:11:35)                        |                                                                                   |                                                                     |                                                        |
| 18 вересня   | 19:11:03  | запуск корабля Союз-38                      | Союз-37+Салют-6                             | Союз-37+Салют-6                                                    | Союз-38                                                                        | Салют-6 ЕО-4 (К) Леонід Попов (БІ) Валерій Рюмін (184:20:11:35)                        | Салют-6 ЕП-8 (К) Юрій Романенко (КД) Арнальдо Тамайо Мендес (007:20:43:24)        |                                                                     |                                                        |
| 19 вересня   | 20:49     | стикування корабля Союз-38                  | Союз-37+Салют-6+Союз-38                     | Союз-37+Салют-6+Союз-38                                            | Союз-37+Салют-6+Союз-38                                                        | Салют-6 ЕО-4 (К) Леонід Попов (БІ) Валерій Рюмін (184:20:11:35)                        | Салют-6 ЕП-8 (К) Юрій Романенко (КД) Арнальдо Тамайо Мендес (007:20:43:24)        |                                                                     |                                                        |
| 26 вересня   | 12:35     | відстикування корабля Союз-38               | Союз-37+Салют-6                             | Союз-37+Салют-6                                                    | Союз-38                                                                        | Салют-6 ЕО-4 (К) Леонід Попов (БІ) Валерій Рюмін (184:20:11:35)                        | Салют-6 ЕП-8 (К) Юрій Романенко (КД) Арнальдо Тамайо Мендес (007:20:43:24)        |                                                                     |                                                        |
| 26 вересня   | 15:54:27  | посадка корабля Союз-38                     | Союз-37+Салют-6                             | Союз-37+Салют-6                                                    |                                                                                | Салют-6 ЕО-4 (К) Леонід Попов (БІ) Валерій Рюмін (184:20:11:35)                        | Салют-6 ЕП-8 (К) Юрій Романенко (КД) Арнальдо Тамайо Мендес (007:20:43:24)        |                                                                     |                                                        |
| 28 вересня   | 15:09:55  | запуск корабля Прогрес-11                   | Союз-37+Салют-6                             | Союз-37+Салют-6                                                    | Прогрес-11                                                                     | Салют-6 ЕО-4 (К) Леонід Попов (БІ) Валерій Рюмін (184:20:11:35)                        |                                                                                   |                                                                     |                                                        |
| 30 вересня   | 17:03     | стикування корабля Прогрес-11               | Союз-37+Салют-6+Прогрес-11                  | Союз-37+Салют-6+Прогрес-11                                         | Союз-37+Салют-6+Прогрес-11                                                     | Салют-6 ЕО-4 (К) Леонід Попов (БІ) Валерій Рюмін (184:20:11:35)                        |                                                                                   |                                                                     |                                                        |
| 11 жовтня    | 06:30     | відстикування корабля Союз-37               | Союз-37                                     | Салют-6+Прогрес-11                                                 | Салют-6+Прогрес-11                                                             | Салют-6 ЕО-4 (К) Леонід Попов (БІ) Валерій Рюмін (184:20:11:35)                        |                                                                                   |                                                                     |                                                        |
| 11 жовтня    | 09:49:57  | посадка корабля Союз-37                     |                                             | Салют-6+Прогрес-11                                                 | Салют-6+Прогрес-11                                                             | Салют-6 ЕО-4 (К) Леонід Попов (БІ) Валерій Рюмін (184:20:11:35)                        |                                                                                   |                                                                     |                                                        |
|              |           |                                             |                                             |                                                                    | Салют-6+Прогрес-11                                                             |                                                                                        |                                                                                   |                                                                     |                                                        |
| 27 листопада | 14:18:28  | запуск корабля Союз Т-3                     | Союз Т-3                                    | Салют-6+Прогрес-11                                                 | Салют-6+Прогрес-11                                                             | Салют-6 ЕО-5 (К) Леонід Кизим (БІ) Олег Макаров (КД) Геннадій Стрекалов (012:19:07:42) |                                                                                   |                                                                     |                                                        |
| 28 листопада | 15:54     | стикування корабля Союз Т-3                 | Союз Т-3+Салют-6+Прогрес-11                 | Союз Т-3+Салют-6+Прогрес-11                                        | Союз Т-3+Салют-6+Прогрес-11                                                    | Салют-6 ЕО-5 (К) Леонід Кизим (БІ) Олег Макаров (КД) Геннадій Стрекалов (012:19:07:42) |                                                                                   |                                                                     |                                                        |
| 9 грудня     | 10:23     | відстикування корабля Прогрес-11            | Союз Т-3+Салют-6                            | Союз Т-3+Салют-6                                                   | Прогрес-11                                                                     | Салют-6 ЕО-5 (К) Леонід Кизим (БІ) Олег Макаров (КД) Геннадій Стрекалов (012:19:07:42) |                                                                                   |                                                                     |                                                        |
| 10 грудня    | 06:10     | відстикування корабля Союз Т-3              | Союз Т-3                                    | Салют-6                                                            | Прогрес-11                                                                     | Салют-6 ЕО-5 (К) Леонід Кизим (БІ) Олег Макаров (КД) Геннадій Стрекалов (012:19:07:42) |                                                                                   |                                                                     |                                                        |
| 10 грудня    | 09:26:10  | посадка корабля Союз Т-3                    |                                             | Салют-6                                                            | Прогрес-11                                                                     | Салют-6 ЕО-5 (К) Леонід Кизим (БІ) Олег Макаров (КД) Геннадій Стрекалов (012:19:07:42) |                                                                                   |                                                                     |                                                        |
| 11 грудня    | ~14:45    | схід з орбіти корабля Прогрес-11            |                                             | Салют-6                                                            |                                                                                |                                                                                        |                                                                                   |                                                                     |                                                        |
| 1981 рік     |           |                                             |                                             | Салют-6                                                            |                                                                                |                                                                                        |                                                                                   |                                                                     |                                                        |
| 24 січня     | 14:18:02  | запуск корабля Прогрес-12                   | Прогрес-12                                  | Салют-6                                                            |                                                                                |                                                                                        |                                                                                   |                                                                     |                                                        |
| 26 січня     | 15:56     | стикування корабля Прогрес-12               | Салют-6+Прогрес-12                          | Салют-6+Прогрес-12                                                 |                                                                                |                                                                                        |                                                                                   |                                                                     |                                                        |
| 12 березня   | 19:00:11  | запуск корабля Союз Т-4                     | Салют-6+Прогрес-12                          | Салют-6+Прогрес-12                                                 | Союз Т-4                                                                       | Салют-6 ЕО-6 (К) Володимир Ковальонок (БІ) Віктор Савіних (074:17:37:23)               |                                                                                   |                                                                     |                                                        |
| 13 березня   | 20:33     | стикування корабля Союз Т-4                 | Союз Т-4+Салют-6+Прогрес-12                 | Союз Т-4+Салют-6+Прогрес-12                                        | Союз Т-4+Салют-6+Прогрес-12                                                    | Салют-6 ЕО-6 (К) Володимир Ковальонок (БІ) Віктор Савіних (074:17:37:23)               |                                                                                   |                                                                     |                                                        |
| 17 березня   | 18:14     | відстикування корабля Прогрес-12            | Союз-36+Салют-6                             | Союз-36+Салют-6                                                    | Прогрес-12                                                                     | Салют-6 ЕО-6 (К) Володимир Ковальонок (БІ) Віктор Савіних (074:17:37:23)               |                                                                                   |                                                                     |                                                        |
| 19 березня   | ~17:45    | схід з орбіти корабля Прогрес-12            | Союз-36+Салют-6                             | Союз-36+Салют-6                                                    |                                                                                | Салют-6 ЕО-6 (К) Володимир Ковальонок (БІ) Віктор Савіних (074:17:37:23)               |                                                                                   |                                                                     |                                                        |
| 22 березня   | 14:58:55  | запуск корабля Союз-39                      | Союз-36+Салют-6                             | Союз-36+Салют-6                                                    | Союз-39                                                                        | Салют-6 ЕО-6 (К) Володимир Ковальонок (БІ) Віктор Савіних (074:17:37:23)               | Салют-6 ЕП-9 (К) Володимир Джанібеков (КД) Жугдердемедійн Ґурраґча (007:20:42:03) |                                                                     |                                                        |
| 23 березня   | 16:28     | стикування корабля Союз-39                  | Союз Т-4+Салют-6+Союз-39                    | Союз Т-4+Салют-6+Союз-39                                           | Союз Т-4+Салют-6+Союз-39                                                       | Салют-6 ЕО-6 (К) Володимир Ковальонок (БІ) Віктор Савіних (074:17:37:23)               | Салют-6 ЕП-9 (К) Володимир Джанібеков (КД) Жугдердемедійн Ґурраґча (007:20:42:03) |                                                                     |                                                        |
| 30 березня   | 08:15     | відстикування корабля Союз-39               | Союз Т-4+Салют-6                            | Союз Т-4+Салют-6                                                   | Союз-39                                                                        | Салют-6 ЕО-6 (К) Володимир Ковальонок (БІ) Віктор Савіних (074:17:37:23)               | Салют-6 ЕП-9 (К) Володимир Джанібеков (КД) Жугдердемедійн Ґурраґча (007:20:42:03) |                                                                     |                                                        |
| 30 березня   | 11:40:58  | посадка корабля Союз-39                     | Союз Т-4+Салют-6                            | Союз Т-4+Салют-6                                                   |                                                                                | Салют-6 ЕО-6 (К) Володимир Ковальонок (БІ) Віктор Савіних (074:17:37:23)               | Салют-6 ЕП-9 (К) Володимир Джанібеков (КД) Жугдердемедійн Ґурраґча (007:20:42:03) |                                                                     |                                                        |
| 25 квітня    | 02:01     | запуск ТКС Космос-1267                      | Союз Т-4+Салют-6                            | Союз Т-4+Салют-6                                                   | Космос-1267                                                                    | Салют-6 ЕО-6 (К) Володимир Ковальонок (БІ) Віктор Савіних (074:17:37:23)               |                                                                                   |                                                                     |                                                        |
| 14 травня    | 17:16:38  | запуск корабля Союз-40                      | Союз Т-4+Салют-6                            | Союз Т-4+Салют-6                                                   | Космос-1267                                                                    | Салют-6 ЕО-6 (К) Володимир Ковальонок (БІ) Віктор Савіних (074:17:37:23)               | Союз-40                                                                           | Салют-6 ЕП-10 (К) Леонід Попов (КД) Думітру Прунаріу (007:20:41:52) |                                                        |
| 15 травня    | 18:50     | стикування корабля Союз-40                  | Союз Т-4+Салют-6+Союз-40                    | Союз Т-4+Салют-6+Союз-40                                           | Союз Т-4+Салют-6+Союз-40                                                       | Салют-6 ЕО-6 (К) Володимир Ковальонок (БІ) Віктор Савіних (074:17:37:23)               |                                                                                   | Салют-6 ЕП-10 (К) Леонід Попов (КД) Думітру Прунаріу (007:20:41:52) |                                                        |
| 22 травня    | 10:37     | відстикування корабля Союз-40               | Союз Т-4+Салют-6                            | Союз Т-4+Салют-6                                                   | Космос-1267                                                                    | Салют-6 ЕО-6 (К) Володимир Ковальонок (БІ) Віктор Савіних (074:17:37:23)               | Союз-40                                                                           | Салют-6 ЕП-10 (К) Леонід Попов (КД) Думітру Прунаріу (007:20:41:52) |                                                        |
| 22 травня    | 13:58:30  | посадка корабля Союз-40                     | Союз Т-4+Салют-6                            | Союз Т-4+Салют-6                                                   | Космос-1267                                                                    | Салют-6 ЕО-6 (К) Володимир Ковальонок (БІ) Віктор Савіних (074:17:37:23)               |                                                                                   | Салют-6 ЕП-10 (К) Леонід Попов (КД) Думітру Прунаріу (007:20:41:52) |                                                        |
| 26 травня    | 09:20     | відстикування корабля Союз Т-4              | Союз Т-4                                    | Салют-6                                                            | Космос-1267                                                                    | Салют-6 ЕО-6 (К) Володимир Ковальонок (БІ) Віктор Савіних (074:17:37:23)               |                                                                                   |                                                                     |                                                        |
| 26 травня    | 12:37:34  | посадка корабля Союз Т-4                    |                                             | Салют-6                                                            | Космос-1267                                                                    | Салют-6 ЕО-6 (К) Володимир Ковальонок (БІ) Віктор Савіних (074:17:37:23)               |                                                                                   |                                                                     |                                                        |
| 19 червня    | 06:52     | стикування ТКС Космос-1267                  |                                             | Космос-1267+Салют-6                                                | Космос-1267+Салют-6                                                            |                                                                                        |                                                                                   |                                                                     |                                                        |
| 1982 рік     |           |                                             |                                             |                                                                    |                                                                                |                                                                                        |                                                                                   |                                                                     |                                                        |
| 29 липня     |           | схід з орбіти комплексу Космос-1267+Салют-6 | схід з орбіти комплексу Космос-1267+Салют-6 | схід з орбіти комплексу Космос-1267+Салют-6                        | схід з орбіти комплексу Космос-1267+Салют-6                                    | схід з орбіти комплексу Космос-1267+Салют-6                                            | схід з орбіти комплексу Космос-1267+Салют-6                                       | схід з орбіти комплексу Космос-1267+Салют-6                         | схід з орбіти комплексу Космос-1267+Салют-6            |